# Dernier métro avant Noël
Pour plus de détails, voir Fiche technique et Distribution.
Dernier métro avant Noël est un film de Noël d'animation réalisé par Jean-Charles Finck sorti en 2001,.

## Synopsis
Chaque matin de Noël, un frère et une sœur habitants Zyf-Sur-Yvette, le dernier village de France se trouvant sur la liste du Père Noël, découvrent leur sapin vide. Ils décident pour le prochain réveillon de Noël de lui tendre un piège.

## Fiche technique
- Titre : Dernier métro avant Noël
- Genre : Court métrage
- Réalisateur : Jean-Charles Finck
- Musique : Alexis Pecharman
- Scénario : Jean-Charles Finck
- Origine : France
- Durée : 26m

## Distribution
- Servane Nunez
- Jessica Protat
- Pascal Hemery
- Laurie Martin
- Jean-Luc Porraz
- Laticone Coma
- Slim Majeri
- Nicolas Protat
- Marc Albert
- Belkacem Tatem
- Thierry Le Duff
- Jean Ruppert